# Леденик
Леденик је насеље у општини Зубин Поток на Косову и Метохији. Атар насеља се налази на територији катастарске општине Чешановиће. Историјски и географски припада Ибарском Колашину. Насеље је на јужним обронцима Рогозне. Налази се испод Рујишког брда на деснипм падинама Козаревске реке. Иако га многи сматрају засеоком чешановића, од насеља је одвојен високим брдом, и налази се иза њега у сливу Бросовачке реке.

## Демографија
Насеље има српску етничку већину.
Број становника на пописима:
- попис становништва 1948. године: 27
- попис становништва 1953. године: 32
- попис становништва 1961. године: 34
- попис становништва 1971. године: 25
- попис становништва 1981. године: 16
- попис становништва 1991. године: 17